# 皮德蓋齊 (普斯托梅特區)
49°45′44″N 23°47′50″E / 49.76222°N 23.79722°E
皮德蓋齊（烏克蘭語：Підгайці），是烏克蘭西部的村莊，隸屬利維夫州的利維夫區。該村面積0.48平方公里，2001年人口181，人口密度每平方公里377.08人。